# Li Xuanxu
Li Xuanxu (chiń. 李玄旭; pinyin Lǐ Xuánxù; ur. 5 lutego 1994 w Zhuzhou) – chińska pływaczka, brązowa medalistka igrzysk olimpijskich i mistrzostw świata.
Specjalizuje się w pływaniu stylem dowolnym. Największym sportowym osiągnięciem zawodniczki jest brązowy medal igrzysk olimpijskich w Londynie na 400 m stylem zmiennym i mistrzostw świata w Szanghaju w 2011 roku na dystansie 1500 m.
W wieku 14 lat startowała w igrzyskach olimpijskich w Pekinie w 2008 roku, zajmując 5. miejsce w finale 800 m i 8. na dystansie 400 m kraulem.
W 2010 roku otrzymała złoty i srebrny medal igrzysk azjatyckich, natomiast pięć lat później została srebrną medalistką uniwersjady.